# Nový mlýn
Nový (též Nebeský) mlýn je nejstarší vodní mlýn na Černém potoce. Leží v blízkosti Unhoště v okrese Kladno.

## Historie
Mlýn je nejstarším mlýnem na Černém potoce, první písemná zpráva o něm je z roku 1636 a jeho majitelkou byla tehdy Sybila Polyxena Elznicová, roz. Čejková z Olbramovic. V roce 1698 je jako vlastník evidována mlynářka Kateřina Feldekovská, v roce 1763 mlynář Königotetter, v roce 1840 pak Antonín Slaba. V roce 1887 koupil mlýn Václav Prošek a v témže roce byl ve mlýně zřízen nový parní stroj, který měl posílit vodní pohon. V majetku rodiny Proškových pak mlýn zůstal až do roku 1966, kdy manželé Václav a Anna Proškovi mlýn prodali, aby sloužil k rekreačním účelům. V původní nádrži, ze které přepadávala voda na mlýnské kolo, byla zřízena zahrada.
Ve 40. letech 20. století se zdejší okolí stalo inspirací pro malíře Cyrila Boudu. Jeden z jeho obrazů (olej na dřevě) nese přímo název Nový mlýn.
V současnosti (květen 2020) je mlýn nadále rekreačním objektem a dle infotabule u vstupu se chystá k rekonstrukci.

## Architektura a vybavení
Objekt mlýna je zděný a v průběhu let byl částečně adaptován. Mlýn měl původně vodní kolo na vrchní vodu, které je zaznamenáno ještě v roce 1930, to se ale nezachovalo. Nezachoval se pravděpodobně ani parní stroj zakoupený v roce 1887. Prokazatelně zachovanou stopou mlýnské technologie je nádrž akumulující vodu pro přepad na mlýnské kolo, která je ale zarostlá vegetací.

## Galerie

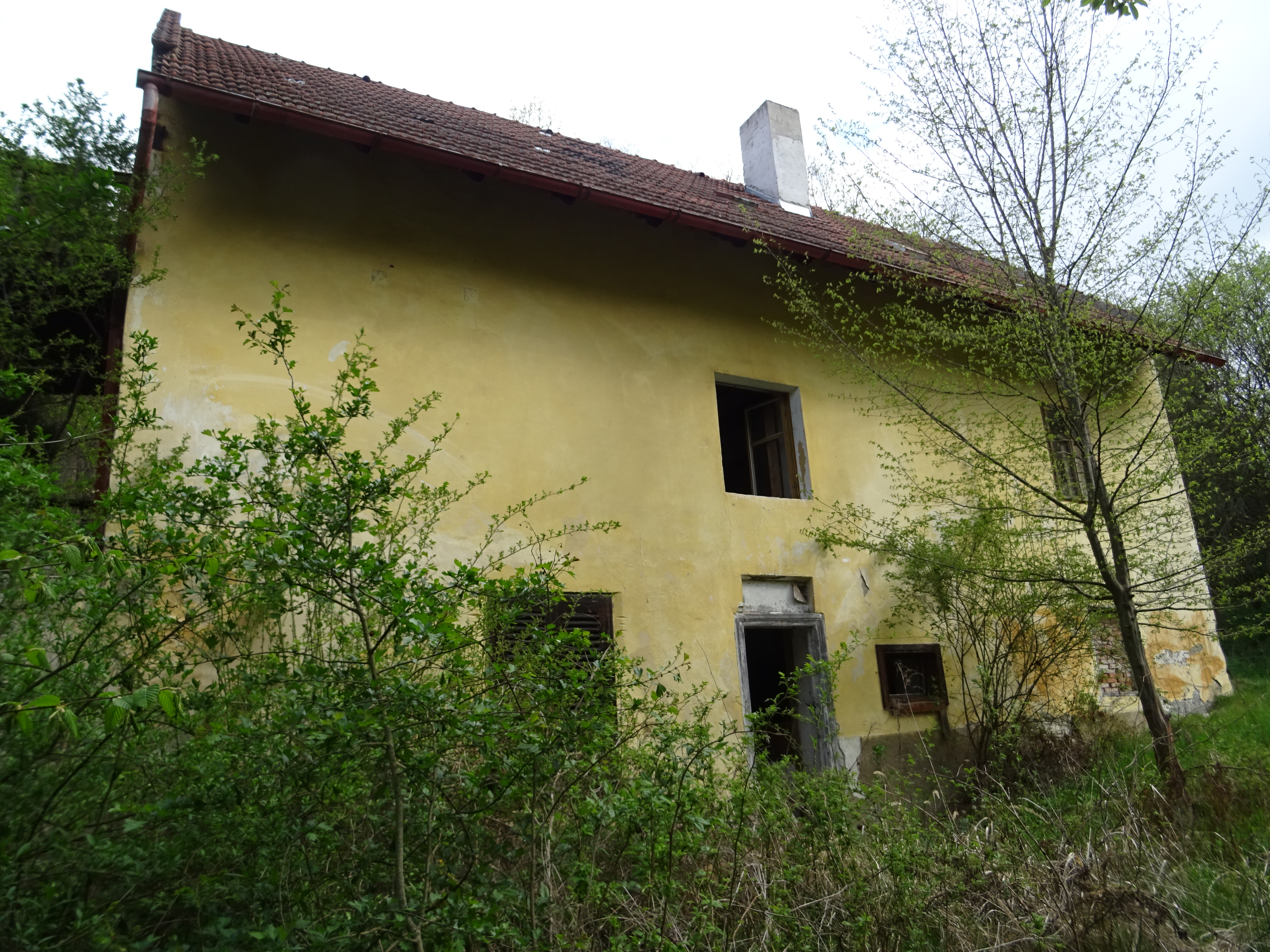
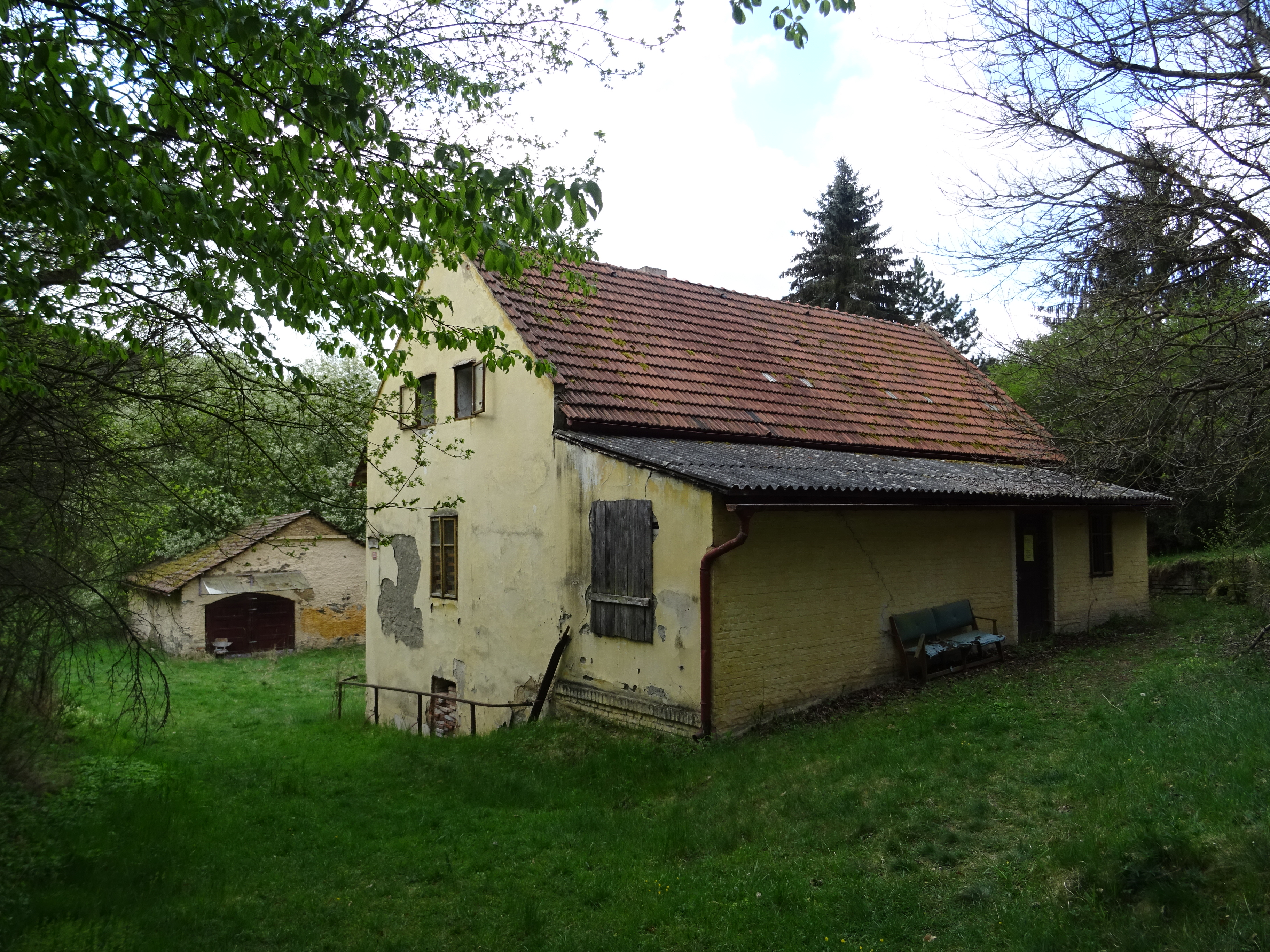